# Yisrael Meir Kagan
Yisrael Meir (Kagan) Poupko, colloquialmente noto come Chofetz Chaim ("Anelante alla Vita") (Dzyatlava, 6 febbraio 1839 – Radun', 15 settembre 1933), è stato uno studioso ebreo, membro del movimento religioso Musar.
Halakhista, posek e filosofo di fama, le sue opere continuano ad esser lette e studiate da tutte le comunità ebraiche. Il suo cognome Poupko non è molto conosciuto, e ci si riferisce a lui spesso come allo Chofetz Chaim.

Firma di Rabbi Kagan

## Biografia
Rabbi Kagan nacque a Zhetl, Voblasc' di Hrodna, l'odierna Bielorussia, il 6 febbraio 1839 e morì a Radun', Voivodato di Vilnius, Polonia (250 abitanti), anch'essa oggi in Bielorussia, il 15 settembre 1933. Suo padre morì quando Kagan aveva 10 anni e sua madre trasferì la famiglia a Vilnius per poter far continuare l'educazione di suo figlio.  A Vilnius divenne studente di Rabbi Jacob Barit. La madre di Kagan in seguito si risposò (acquisendo il cognome Epstein) e si spostò a Raduń.  A 17 anni Kaga si sposò con la figlia del suo patrigno e si stabilì a Raduń.
Officiò come rabbino del paese di Raduń per un breve periodo, poi si dimise per poter fondare una yeshiva a Raduń, che gradualmente diventò famosa in tutto il mondo ebraico. Tutti i resoconti biografici lo descrivono come uomo modesto e umile. Per un periodo gestì un negozio ove vendeva vettovaglie domestiche e che veniva curato dalla moglie. Gli affari però non andarono bene e Kagan si dedicò all'insegnamento per poter mantenere la famiglia. Dal 1864 al 1869 insegnò Talmud a Minsk ed a Washilishok.
La yeshivah che 1869 formò a Radun nel 1869 ebbe molto successo e crebbe in fama, venendo poi conosciuta come la "Yeshiva Chofetz Chaim di Raduń". Oltre a diffondere la Torah tramite la sua yeshiva, il Chofetz Chaim fu molto attivo in cause e iniziative ebraiche. Viaggiò frequentemente per incoraggiare l'osservanza delle Mitzvot e divenne uno dei rabbini più influenti nell'ambito dell'ebraismo ortodosso a fine XIX secolo e inizi del XX secolo, acquisendo un ruolo centrale di leadership nel movimento World Agudath Israel dell'Europa orientale.
Molte altre istituzioni religiose ebraiche internazionali portano il suo nome. Una yeshiva statunitense intitolata in suo onore è la "Yeshivas Rabbeinu Yisrael Meir HaKohen" con base a Queens (New York), fondata da suo nipote, con diverse filiali negli Stati Uniti e in Israele. Gli insegnamenti del Chofetz Chaim hanno ispirato alcuni ebrei americani a fondare la Chofetz Chaim Heritage Foundation, dedicata alla disseminazione delle sue opere nelle comunità ebraiche del mondo. Un kibbutz ortodosso in Israele è stato chiamato in suo onore.

## Opere

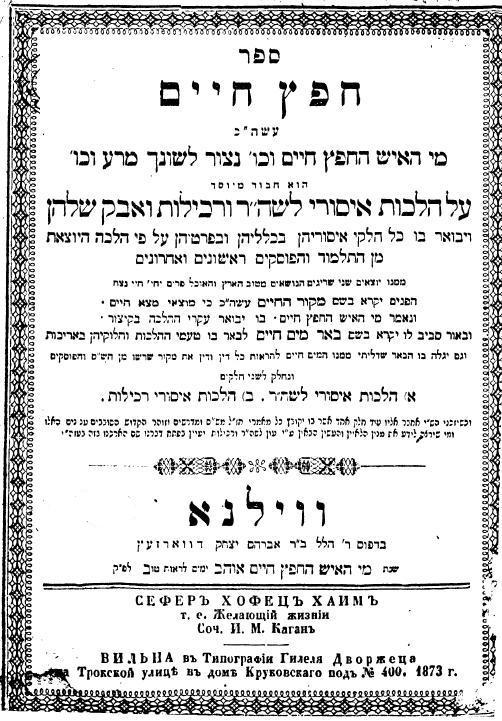
Frontespizio del Chafetz Chaim di Rabbi Kagan

- Chafetz Chayim (in ebraico חָפֵץ חַיִּים ‎? "Anelante alla Vita"), suo primo libro, (publ. 1873), tratta delle leggi bibliche sul pettegolezzo e la calunnia (in ebraico: Lashon Hara, che significa maldicenza o "Mala lingua").[7]
- Sh'mirat HaLashon ("Frenando la lingua"), è una discussione esaustiva della filosofia alla base dei concetti ebraici di potenza della parola e controllo dei propri discorsi. Serve anche come opera per motivare il lettore a vigilare sull'uso etico del discorso ed evitare quello non etico di altri. Pubblicato nel 1876.[8]
- Mishnah Berurah ("Insegnamenti Chiariti") è un commentario importante e molto diffuso che comprende sei volumi sulla sezione dell'Orach Chayim della compilazione halakhica di Yosef Karo, lo Shulchan Aruch. Combina le proprie elucidazioni e opinioni con quelle di altri Acharonim (autorità post-medievali).[9]
- Beiur Halacha ("Spiegazione della Legge") è un commentario tangenziale alla Mishnah Berurah. Fornisce un'analisi complessa delle decisioni legali di precedenti autorità ebraiche.
- Sha'ar HaTziyyun ("Porta della Distinzione") serve principalmente a documentare le fonti delle leggi e tradizioni citate nella Mishnah Berurah, a volte anche per chiarire affermazioni legali ambigue. Il nome Sha'ar HaTziyyun deriva dalla frase sh'arim m'tzuyanim ba'halacha, tradotto "portali distinti (o marcati) della legge ebraica", per riferirsi allo studio della Torah che rende distinte le case degli ebrei. Rabbi Kagan scelse il titolo per paronomasia, alludendo alla distinzione delle fonti autorevoli citate nel suo libro ma soprattutto riferendosi (come scrive in prima pagina) alla funzione di Sha'ar HaTziyyun per documentare (marcare) le fonti.
- Ahavas Chesed - Un volume sul comandamento dei prestiti in denaro ai bisognosi.
- Machaneh Yisrael - un volume, sulla maniera di osservare i comandamenti ebraici per un soldato dell'esercito.
- Tiferes Adam - un volume, sull'importanza per un ebreo di portare barba e peyos (boccoli).
- Gheder Olam - un volume, pubblicato nel 1890. Sull'importanza per le donne ebree di coprirsi i capelli.[10]

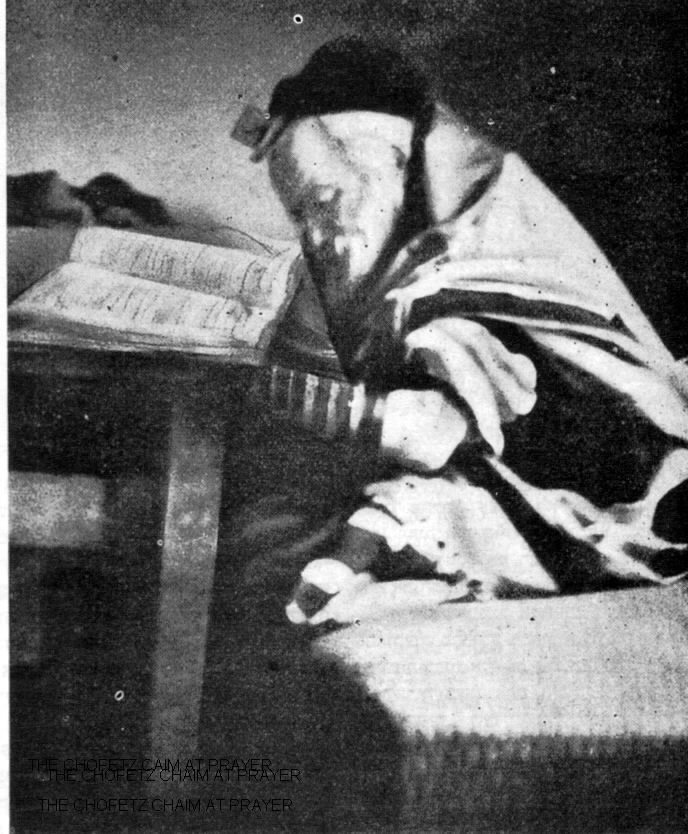
Rabbi Yisrael Meir Kagan in tarda età (pre-1933)

- Nidchei Yisrael - due volumi, pubbl. 1893.
- Shem Olam - un volume, publ. 1893.
- Chomas Hadas - 1 volume, pubbl. 1905. Sull'importanza per un uomo di studiare la Torah e incoraggiare altri a fare lo stesso, anche creando gruppi di studio in ogni città.
- Likutei Halachos - 5 Volumi. Il primo pubbl. 1900; il secondo nel 1903; terso nel 1913; quarto nel 1922. Esiste un quinto volume intitolato "Hashlamah" o "Completamento" che fu pubblicato nel 1925.
- Gibores Ari - 2 volumi, pubbl. 1907.
- Taharas Yisrael - 1 volume, pubbl. 1910, sull'importanza per le donne di purificarsi nelle acque del mikvah (bagno rituale) secondo la vigente pratica halakhica.
- Toras Kohanim - 1 volume, pubbl. 1911.
- Asifas Zikainim - 3 volumi, pubbl. 1913.
- Chovas Hashmirah - 1 volume, pubbl. 1915.
- Toras Habayis - 1 volume, pubbl. 1923.
- Zechor Limiriam - 1 volume, pubbl. 1925.
- Beis Yisrael - 1 volume, pubbl. 1925.
- Sefer Hamitzvos Hakotzer - 2 volumi sui comandamenti biblici che sono applicabili durante l'Esilio, fuori della Terra di Israele e in mancanza del Tempio. Pubbl.1931.
- Tzipita L'Yeshuah ("Desideri la redenzione") si basa su un brano del Trattato Shabbat che afferma che, dopo la morte, un tribunale celeste chiede al defunto: "Hai desiderato la redenzione?" Quest'opera descrive l'importanza di aspettare attivamente il Messia ogni giorno e fare del tutto (studiare la Torah e osservare le mitzvot) per far arrivare la redenzione. Rabbi Kagan aspettava la redenzione imminente con così tanto ardore da portare con sé abiti speciali da indossare appena la redenzione fosse iniziata.